# Basil Poledouris
Basilis „Basil“ Konstantine Poledouris (Grieks: Βασίλειος Κωνσταντίνος Πολεδούρης) (Kansas City (Missouri), 21 augustus 1945 – Los Angeles, 8 november 2006) was een Grieks-Amerikaans componist van filmmuziek. Hij schreef de filmmuziek voor een reeks films, zoals The Blue Lagoon (1980), RoboCop (1987), The Hunt for Red October (1990) en Starship Troopers (1997).
In 1989 won hij een Emmy Award voor zijn score voor de televisieserie Lonesome Dove.
De muziek die Poledouris voor de film Flight of the Intruder (1991) schreef, werd later gebruikt als de themamuziek voor het Vlaamse televisieprogramma Schalkse Ruiters. 

## Filmografie

### Films
- Extreme Close-Up (1973)
- Tintorera (1977)
- Big Wednesday (1978)
- The House of God (1980)
- The Blue Lagoon (1980)
- Summer Lovers (1982)
- Conan the Barbarian (1982)
- Red Dawn (1984)
- Protocol (1984)
- Conan the Destroyer (1984)
- Making the Grade (1984)
- Flesh & Blood (1985)
- Iron Eagle (1986)
- Cherry 2000 (1987)
- No Man's Land (1987)
- RoboCop (1987)
- Split Decisions (1988)
- Spellbinder (1988)
- Farewell to the King (1989)
- Quigley Down Under (1990)
- The Hunt for Red October (1990)
- Flight of the Intruder (1991)
- White Fang (1991)
- Return to the Blue Lagoon (1991)
- Harley Davidson and the Marlboro Man (1991)
- Wind (1992)
- RoboCop 3 (1993)
- Hot Shots! Part Deux (1993)
- Free Willy (1993)
- On Deadly Ground (1994)
- Serial Mom (1994)
- Lassie (1994)
- The Jungle Book (1994)
- Free Willy 2 (1995)
- Under Siege 2 (1995)
- It's My Party (1996)
- Celtic Pride (1996)
- Amanda (1996)
- The War at Home (1996)
- Switchback (1997)
- Breakdown (1997)
- Starship Troopers (1997)
- Les Miserables (1998)
- Kimberly (1999)
- For Love of the Game (1999)
- Mickey Blue Eyes (1999)
- Cecil B. DeMented (2000)
- Crocodile Dundee in Los Angeles (2001)
- The Touch (2002)
- The Legend of Butch and Sundance (2003)

### Miniseries
- Amerika (14 uur durende miniserie) (1987)
- Lonesome Dove (8 uur durende miniserie) (1989) (Emmy Award-winnaar voor beste score)
- Zoya (4 uur durende miniserie) (1995)

### Televisie
- Congratulations, It's a Boy (1971)
- Three for the Road (1974)
- Hollywood 90028 (1979)
- Dolphin (1979)
- A Whale for the Killing (1981)
- Fire on the Mountain (1981)
- Amazons (1984)
- Single Women, Single Bars (1984)
- Alfred Hitchcock Presents (pilot) (1985)
- Misfits of Science (pilot) (1986)
- The Twilight Zone: "Profile in Silver" (1986)
- The Twilight Zone: "Monsters" (1986)
- The Twilight Zone: "A Message from Charity" (1986)
- Prison for Children (1987)
- Island Sons (pilot) (1987)
- Intrigue (pilot) (1988)
- L.A. Takedown (pilot) (1989)
- Nasty Boys (pilot) (1989)
- Nasty Boys: "Lone Justice" (1990)
- Life & Times of Ned Blessing (pilot) (1991)
- If These Walls Could Talk II (2000)
- Love and Treason (2001)

### Overige werken
- 1996 Atlanta Olympic Games (Openingsceremonie)
- Conan Sword & Sorcery Spectacular (Universal Studios' live stage show)
- American Journeys (Disneyland)
- Flyers (IMAX)
- Behold Hawaii (IMAX)

## Trivia
- Het orkestmuziekstuk Hymn to Red October werd gesampled in het nummer Perfect It van A-Lusion.